# Brian Duffy (astronauta)
Brian Duffy (Boston, 20 giugno 1953) è un ex astronauta statunitense.
Ha partecipato a quattro missioni spaziali, STS-45 (1992), STS-57 (1993) come pilota e STS-72 (1996), STS-92 (2000) come comandante.